# Камар-Аб (Марказі)
Камар-Аб (перс. كمراب) — село в Ірані, у дегестані Дегчаль, у Центральному бахші, шагрестані Хондаб остану Марказі. За даними перепису 2006 року, його населення становило 223 особи, що проживали у складі 47 сімей.

## Клімат
Середня річна температура становить 11,06 °C, середня максимальна – 29,65 °C, а середня мінімальна – -11,33 °C. Середня річна кількість опадів – 274 мм.
| Клімат поселення                              | Клімат поселення | Клімат поселення | Клімат поселення | Клімат поселення | Клімат поселення | Клімат поселення | Клімат поселення | Клімат поселення | Клімат поселення | Клімат поселення | Клімат поселення | Клімат поселення | Клімат поселення |
| Показник                                      | Січ.             | Лют.             | Бер.             | Квіт.            | Трав.            | Черв.            | Лип.             | Серп.            | Вер.             | Жовт.            | Лист.            | Груд.            |                  |
| Середній максимум, °C                         | 7,86             | 9,17             | 13,92            | 19,25            | 22,89            | 29,65            | 29,63            | 29,21            | 24,92            | 19,73            | 12,68            | 7,29             |                  |
| Середня температура, °C                       | −1,73            | −0,42            | 4,32             | 9,67             | 13,29            | 20,04            | 23,63            | 23,24            | 18,93            | 13,74            | 6,70             | 1,30             |                  |
| Середній мінімум, °C                          | −11,33           | −10,02           | −5,27            | 0,08             | 3,71             | 10,45            | 17,65            | 17,26            | 12,96            | 7,76             | 0,70             | −4,68            |                  |
| Норма опадів, мм                              | 43               | 32               | 48               | 38               | 39               | 10               | 0                | 0                | 1                | 5                | 22               | 36               |                  |
| Середньомісячна швидкість вітру, м/с          | 1.32             | 1.90             | 3.05             | 2.75             | 2.59             | 2.45             | 2.44             | 2.37             | 2.19             | 2.11             | 1.88             | 1.28             |                  |
| Середньомісячна сонячна радіація, кДж/м²·день | 9124             | 12211            | 14717            | 18192            | 22241            | 27050            | 26059            | 24033            | 21055            | 15514            | 10941            | 8961             |                  |
| --------------------------------------------- | ---------------- | ---------------- | ---------------- | ---------------- | ---------------- | ---------------- | ---------------- | ---------------- | ---------------- | ---------------- | ---------------- | ---------------- | ---------------- |
| Джерело:                                      |                  |                  |                  |                  |                  |                  |                  |                  |                  |                  |                  |                  |                  |